# Ralph Peduto
Ralph Peduto, né le 9 mars 1942 à Jersey City et mort à Santa Cruz le 12 mai 2014 (à 72 ans), est un acteur, dramaturge, scénariste et réalisateur américain. Sa carrière compte plus d'une centaine d'apparitions au cinéma et à la télévision. Il est le fondateur d'une école de théâtre à Santa Cruz en Californie.

## Filmographie

### Au cinéma
- 1989 : Coupable ressemblance : officier de justice
- 1993 : Madame Doubtfire : policier
- 1994 : Rends la monnaie, papa : Chapman
- 1996 : Rock : agent du FBI
- 1997 : Le Flic de San Francisco : Bail Bondsman Hawkins
- 1998 : Docteur Patch : organisateur
- 1999 : Paradise Cove : Banner
- 2000 : Juste une nuit : conducteur
- 2003 : Kung Phooey! : Herb
- 2006 : Valley of the Heart's Delight
- 2006 : Car Babes : Oncle Steve
- 2011 : Blur : Halleck
- 2012 : The Forger : pratiquant